# Роулендсон, Томас
Томас Ро́улендсон (англ. Thomas Rowlandson; 1756—1827) — английский рисовальщик и акварелист, карикатурист, книжный иллюстратор.
Томас Роулендсон родился в Лондонском районе Old Jewry. Его отец, Уильям, был ткачом и начал заниматься торговлей товарами для текстильной промышленности, но был объявлен банкротом в 1759 году. По окончании школы стал студентом Королевской академии художеств. Роулендсон шесть лет обучался в Королевской академии художеств, но около трети этого времени провел в Париже, где он, возможно, учился у Жана-Батиста Пигаля. Часто бывал в Европе.
В 1775 году им была написана картина «Посещение Самсона в тюрьме Далилой» (англ. Delilah visiting Samson in Prison), в последующие годы рисовал портреты и пейзажи. О нём начали говорить как о перспективном художнике. Однако в творчество Роулендсона неожиданно вмешалось наследство в 7000 ₤ полученное от умершей тёти. Роулендсон перестал творить, просто проживая состояние, однако вскоре, увлёкшись азартными играми, обнищал вконец. Он вновь начал писать с целью пополнения своего бюджета — рисовал карикатуры.
Поэмы Уильяма Комба про Доктора Синтакса с иллюстрациями Роулендсона были необычайно популярны в свое время, как и его эротические рисунки и карикатуры.
Роулендсон скончался в 1827 году после продолжительной болезни. Был похоронен в Церкви Святого Павла в районе Ковент-Гарден.

## Галерея

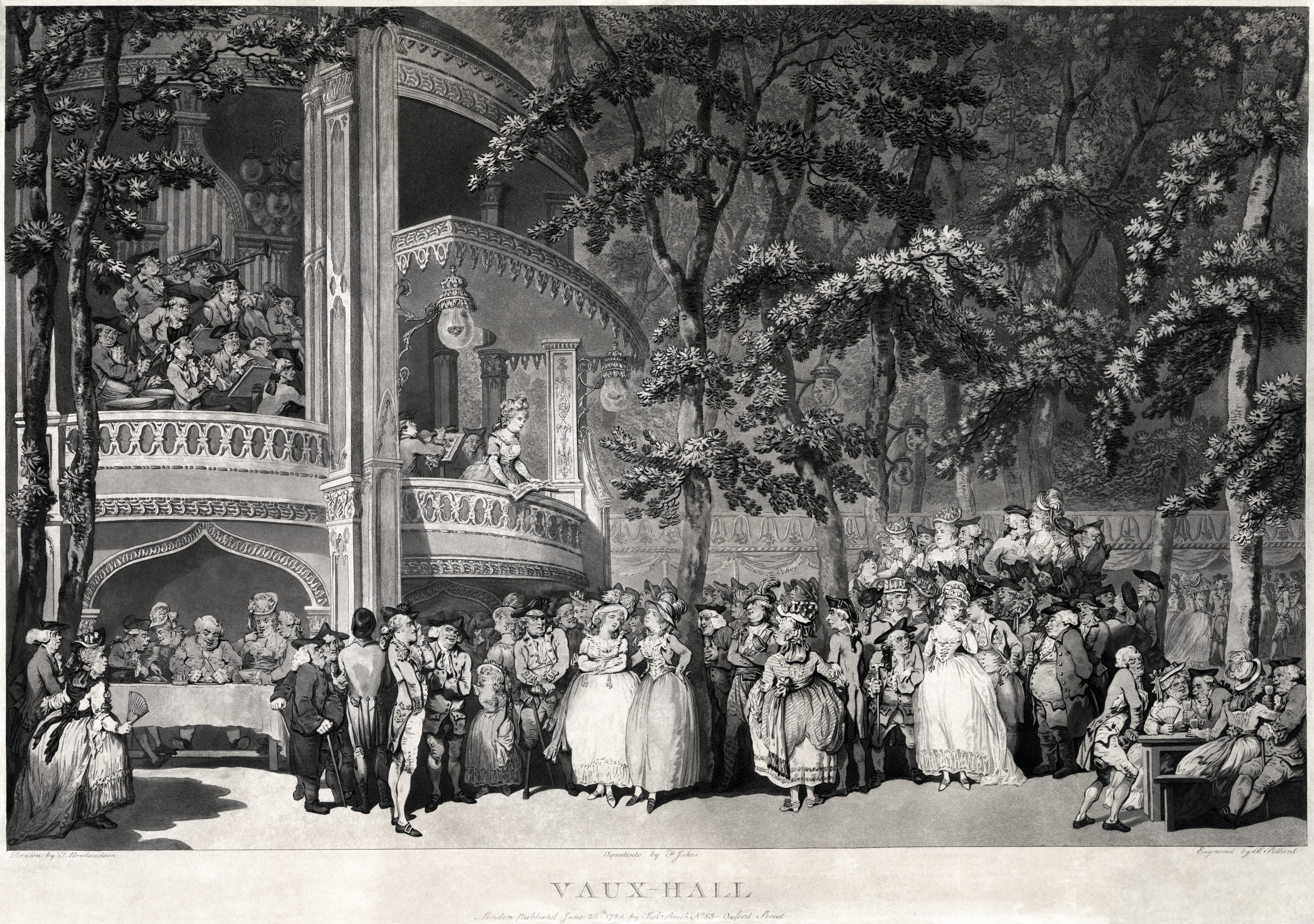
Воксхолл-Гарденз, 1785 г.
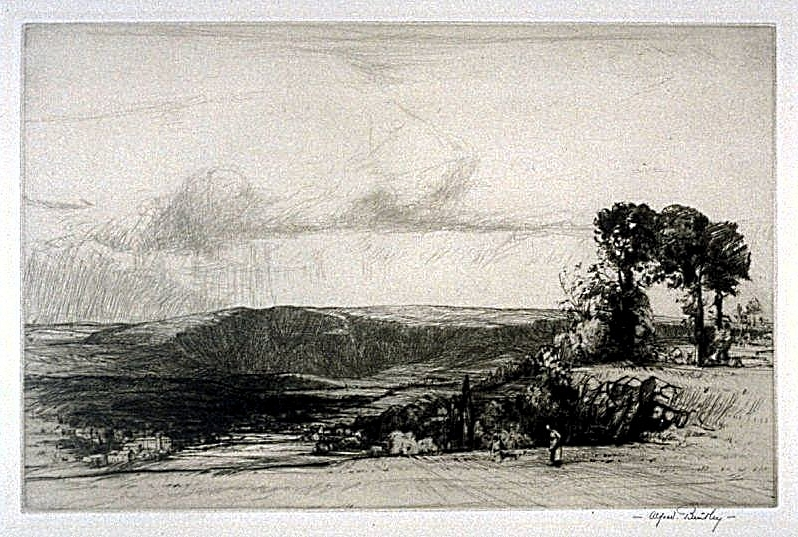
Шторм с градом, около 1790-1815 гг., Музей изобразительных искусств Сан-Франциско
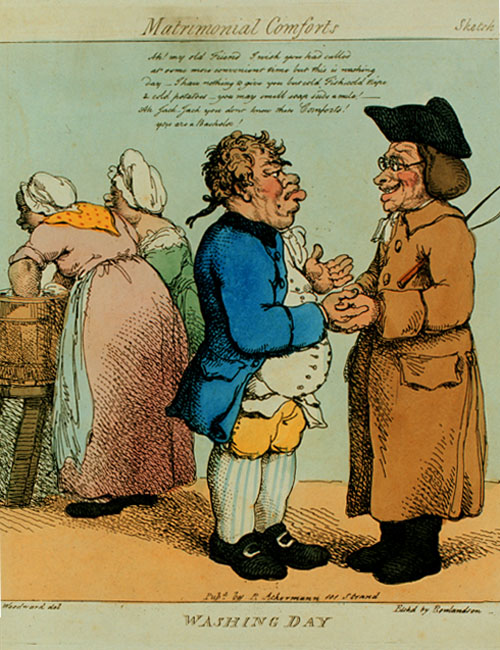
День стирки, 1811 г.
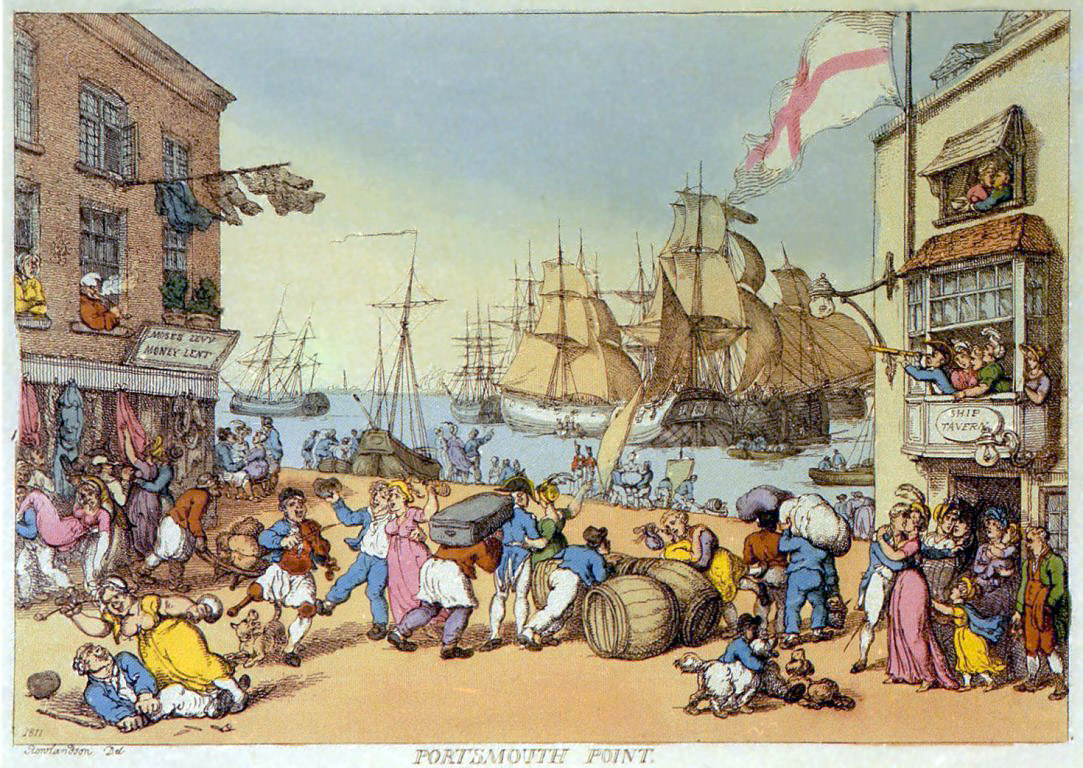
Портсмут-Пойнт, 1811 г.
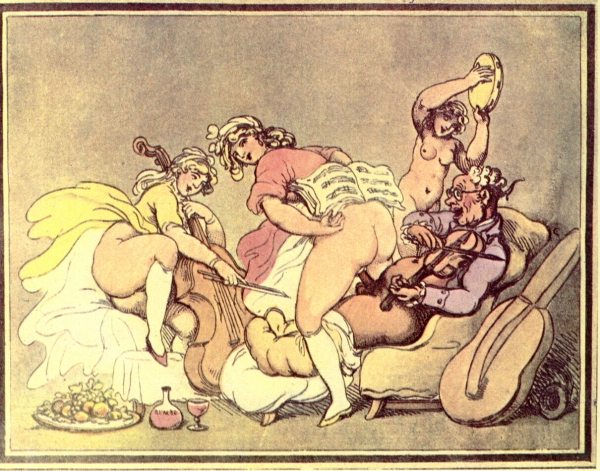
Концерт, 1812 г.
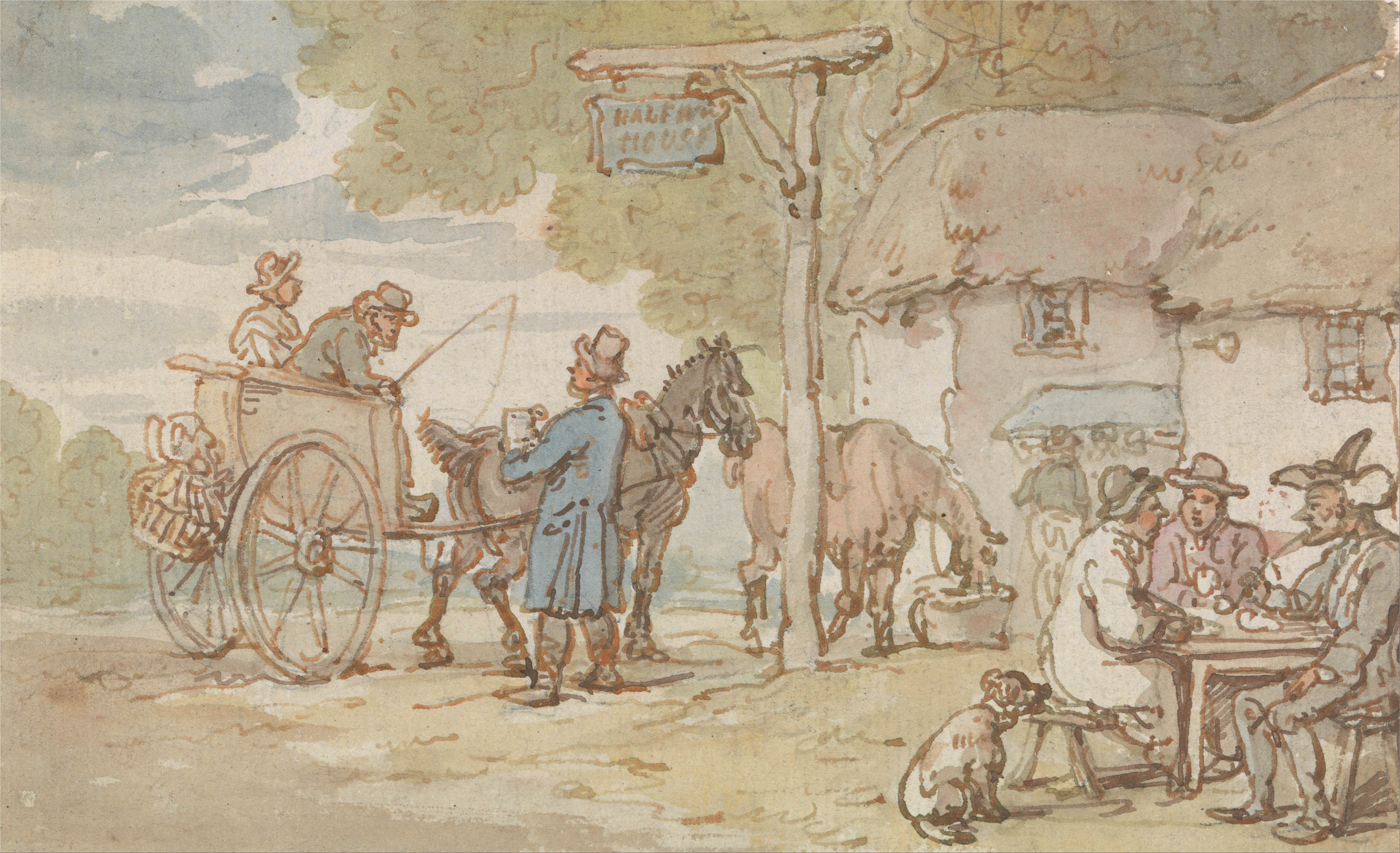
Доктор Синтакс в поисках живописного, 1812 г.
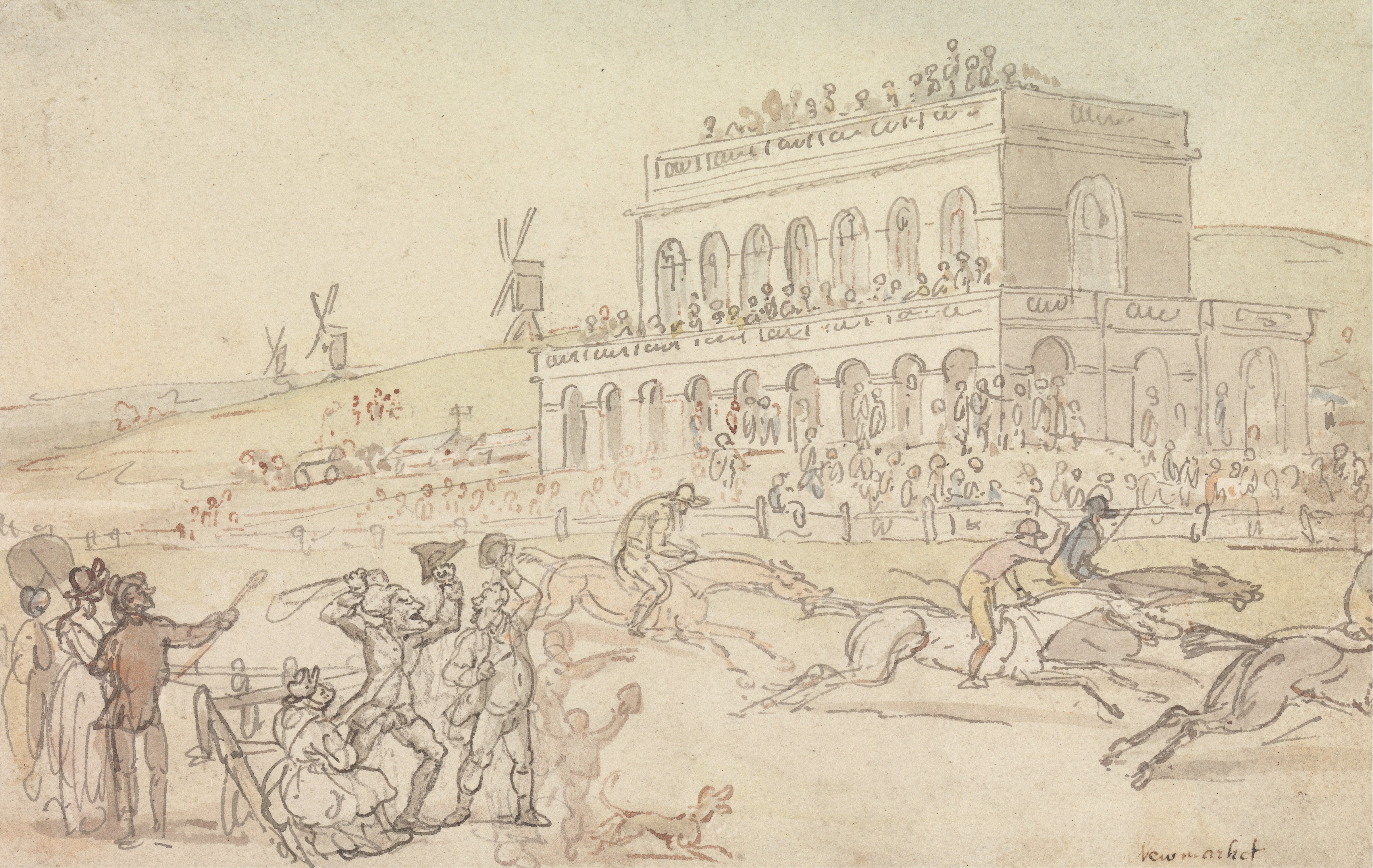
Доктор Синтакс теряет свои деньги, 1812 г.
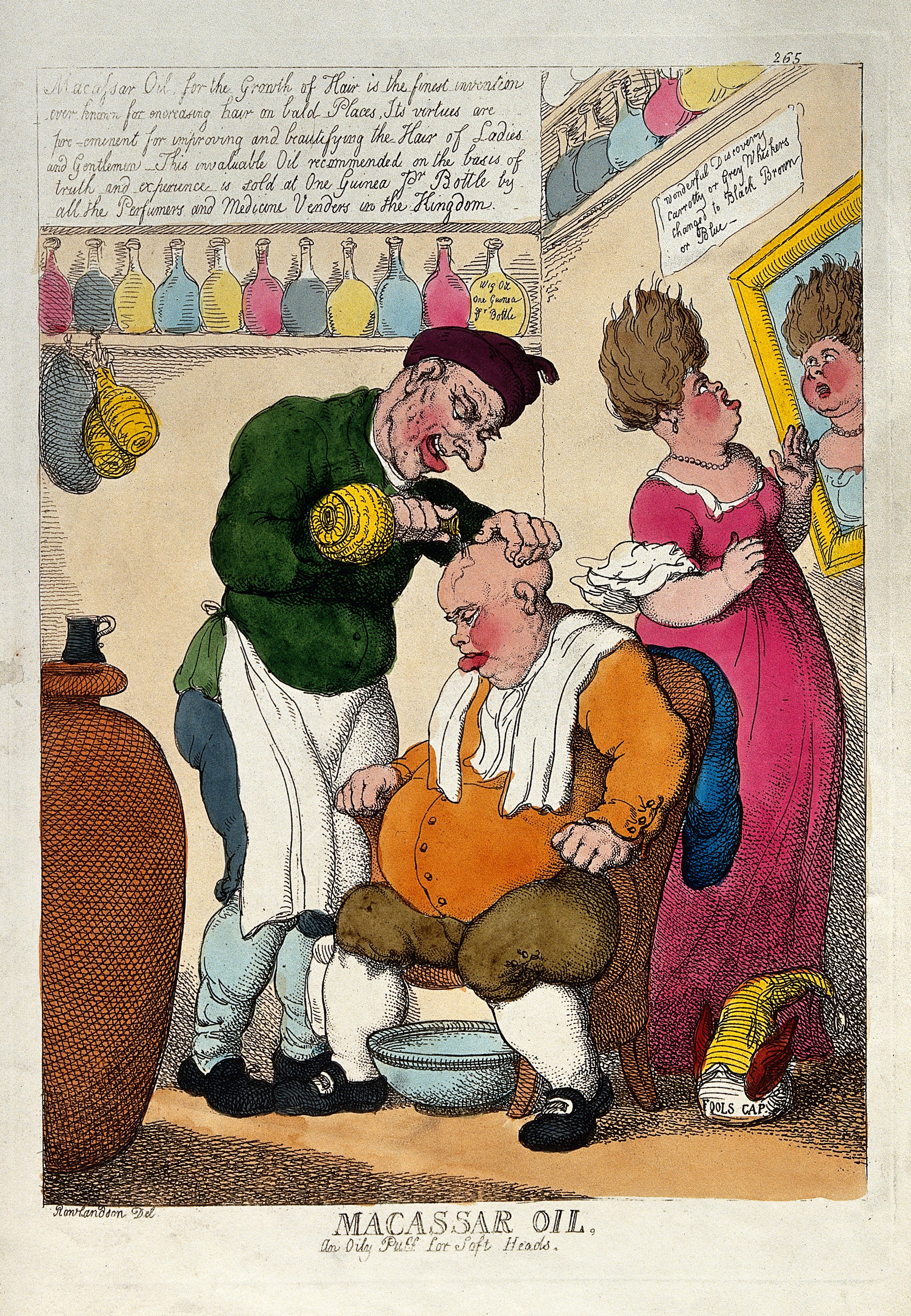
Макассаровое масло, 1814 г.
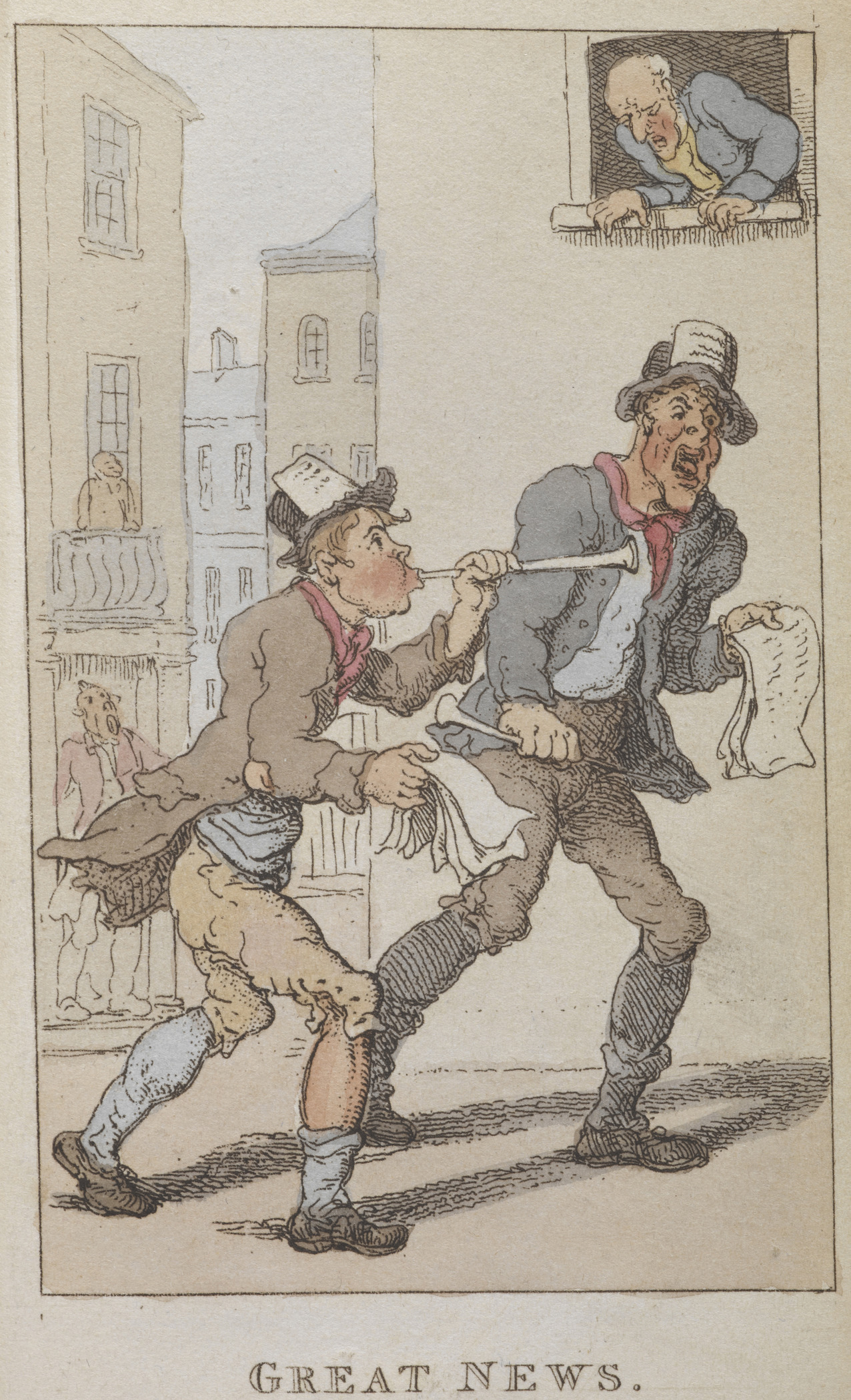
Отличная новость, 1820 г.
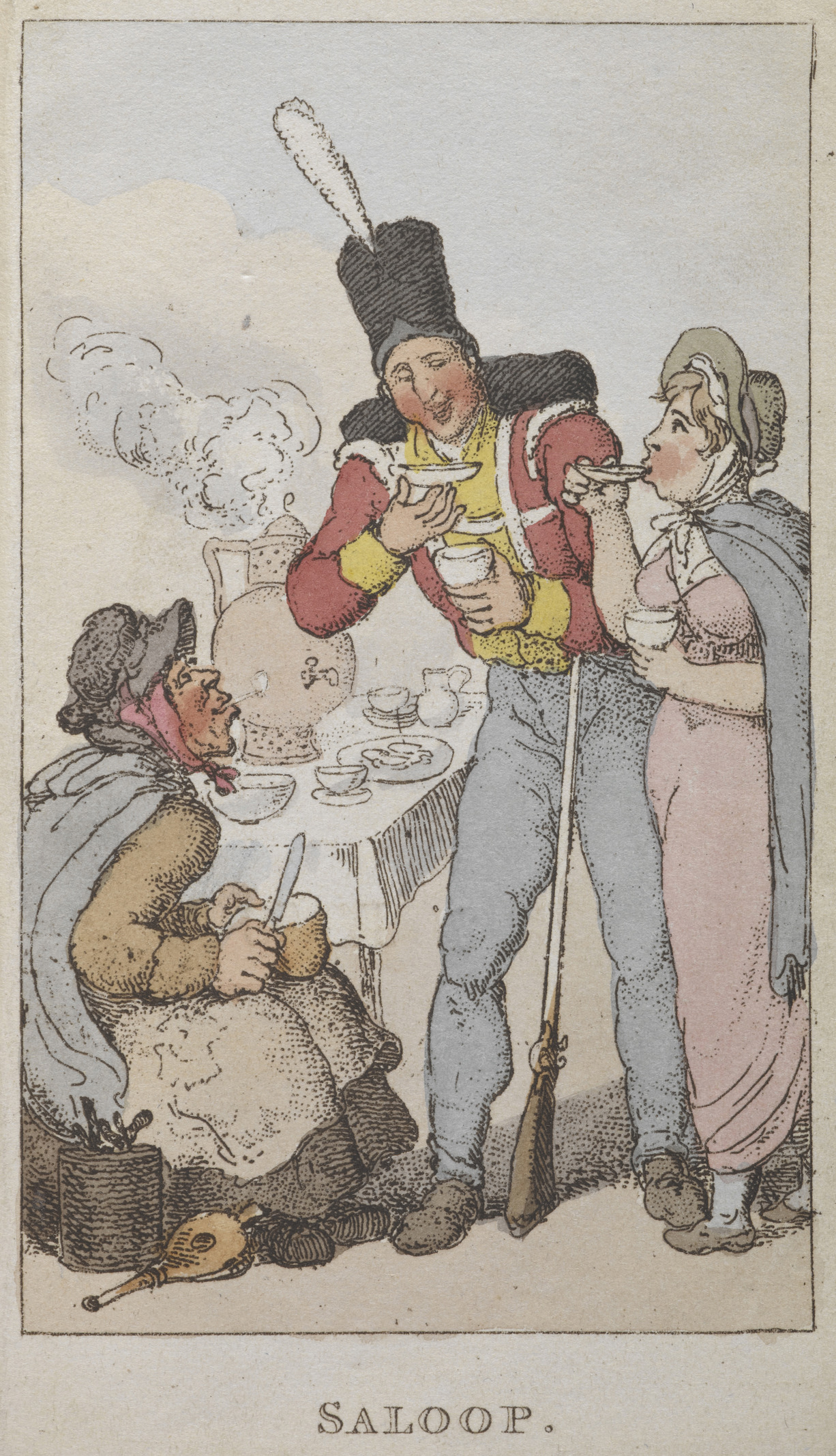
Салуп, 1820 г.
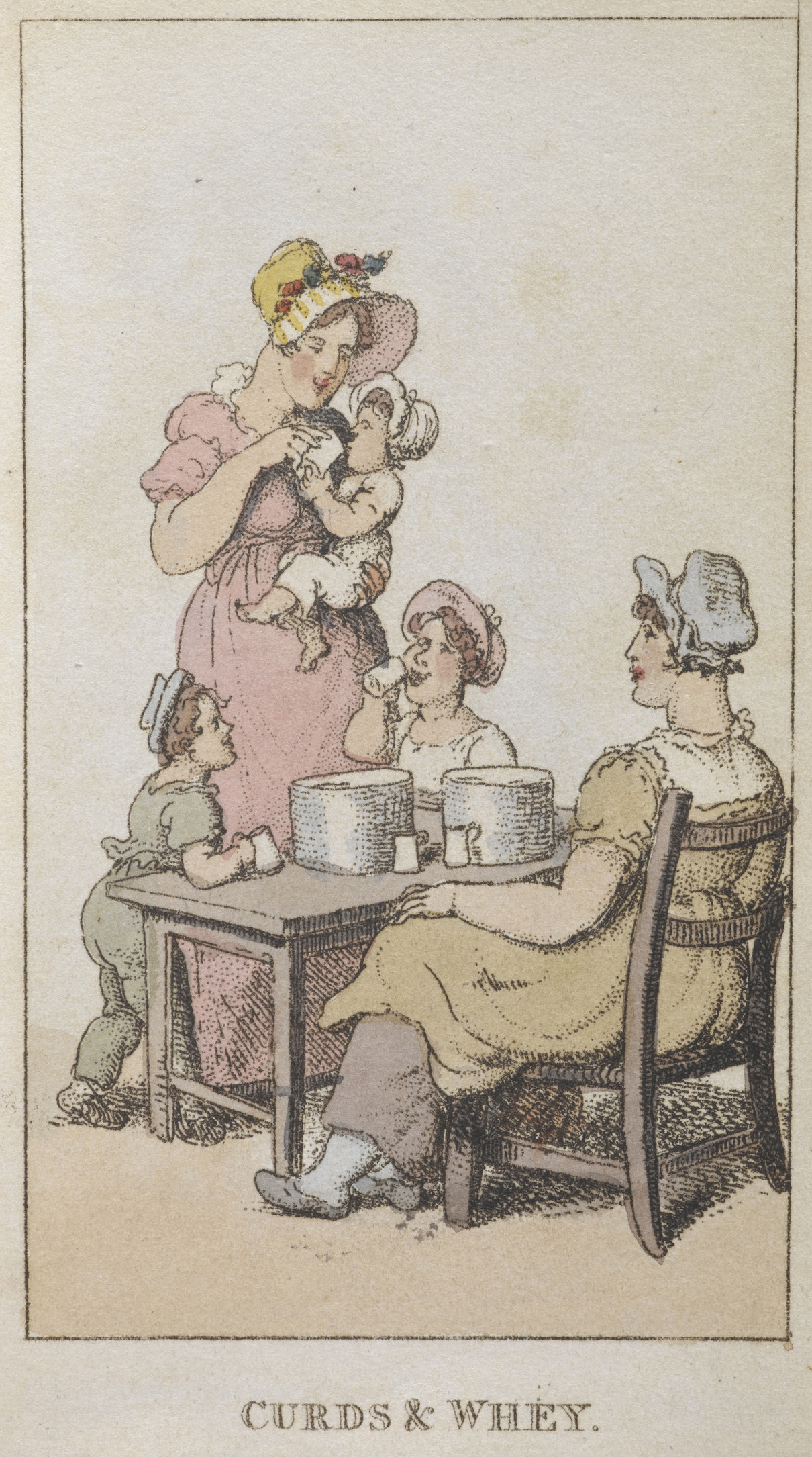
Творог и сыворотка, 1820 г.
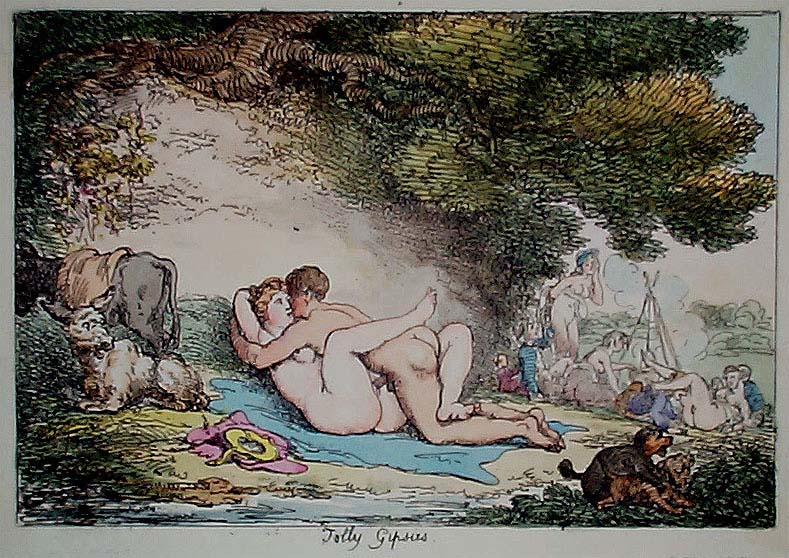
Веселые цыгане
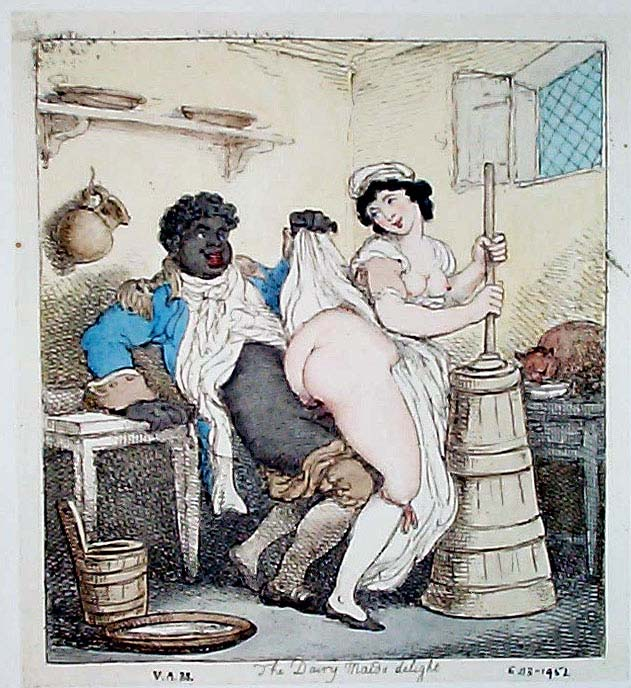
Восторг Молочницы